# Bürgerkartenumgebung
Bei der Bürgerkartenumgebung (BKU) handelt es sich um eine Software, die für die Verwendung der österreichischen Bürgerkarte benötigt wird. Dabei ist ein Chipkartenleser erforderlich, um auf diverse Signaturkarten zugreifen zu können.

## Software
Die Software muss bestimmte Bedingungen erfüllen, um geforderten Schutz und Sicherheit bei den Vorgängen zu bieten. Dies betrifft z. B. nicht manipulierbare Kryptographie-Abläufe, geschützte Kommunikation zwischen der Software und dem Zertifizierungsprüfstelle (SSL) sowie datenschutzrechtliche Aspekte.
Je nach BKU-Anbieter gibt es verschiedene Ausführungen. Eine einfache BKU unterstützt nur die Verwendung d. h. den Zugriff und die Verifikation durch die Bürgerkarte. Ausführungen sind als Webapplikation oder als Client für die bestimmten Betriebssysteme möglich.
Zusätzlich gibt es Angebote für diverse Features wie PDF-Signierung in der Anwendung selbst oder Add-Ins für die andere Software, wie den Adobe Reader.
Man unterscheidet zwischen der lokalen BKU, der online BKU und der mobilen BKU. Bei der lokalen BKU wird ein Client verwendet der die Schnittstelle zwischen der Anwendung und der Bürgerkarte darstellt. Bei der online BKU wird es ähnlich wie bei einem Client über eine Webapplikation wie z. B. Java (Programmiersprache) gesteuert. Als dritte Möglichkeit gibt es noch die mobile BKU, bei der mittels eines speziellen Verfahrens über das Handy signiert wird.

## Technische Rahmenbedingungen
Die BKU ist die Schnittstelle zwischen Anwendungen die eine Anmeldung bzw. Signierung benötigen und der Bürgerkarte in ihrer physischen Kartenform. Mittels eines Kartenlesegerätes können die Informationen die zur Zertifikatsüberprüfung benötigt werden von der Karte gelesen werden. 

### Kartenlesegeräte
Es gibt verschiedene Varianten von Kartenlesegeräten, wobei darauf geachtet werden sollte, ob diese auch von den gewählten Bürgerkarten unterstützt werden. Genauso spielt der Sicherheitslevel eine bedeutende Rolle, da die Kommunikation zwischen dem Kartenleser und der Software ein Angriffsziel für Schadsoftware bietet.
Es gibt folgende drei Sicherheitslevel bei Kartenlesegeräten:
| Sicherheitslevel | Beschreibung |  |
| ---------------- | --- |  |
| Stufe 1          | Auf diesem Gerät befindet sich nur ein Kartenlesegerät. Der Pin wird über andere Eingabemöglichkeiten, wie die angeschlossene Tastatur am Rechner überprüft. Durch Schadprogramme, welche die Tastatur überwachen kann dieser Pin mitprotokolliert werden. |  |
| Stufe 2          | Auf diesem Gerät ist zusätzlich ein sogenanntes Numpad integriert. Die Eingabe des Pins erfolgt somit direkt auf der Tastatur des Kartenlesergerätes und wird zur Überprüfung nicht mehr an dem Rechner weitergeleitet. |  |
| Stufe 3          | Es sind ein Numpad und ein zusätzlich kleines Display auf dem Gerät integriert. Wie bei Stufe 2 bleibt die Pin-Eingabe und Überprüfung am Gerät und wird nicht an den Computer übermittelt. Zusätzlich wird auf dem Display angezeigt um welches Dokument es sich handelt. Schadprogramme können dem Benutzer kein anderes Bild und somit kein anderes Dokument zur Signierung anzeigen, als im Endeffekt durch die BKU signiert wird, da sie nur die (Haupt-)Bildschirmanzeige der Rechnerarbeitsstation manipulieren können, wichtige Eigenschaften des zu signierenden Dokumentes aber direkt am Display des Lesegerätes angezeigt werden. |  |

### Anbieter für BKUs
- Mocca von EGIZ (Webclient, ab Java 1.6)
- a.sign Bürgerkartenumgebung von A-Trust (unterstützt: Windows, Linux)
- TrustDesk  von IT-Solution (unterstützt: Windows, Linux und Mac)
- hotSign von BDC